# Stilos

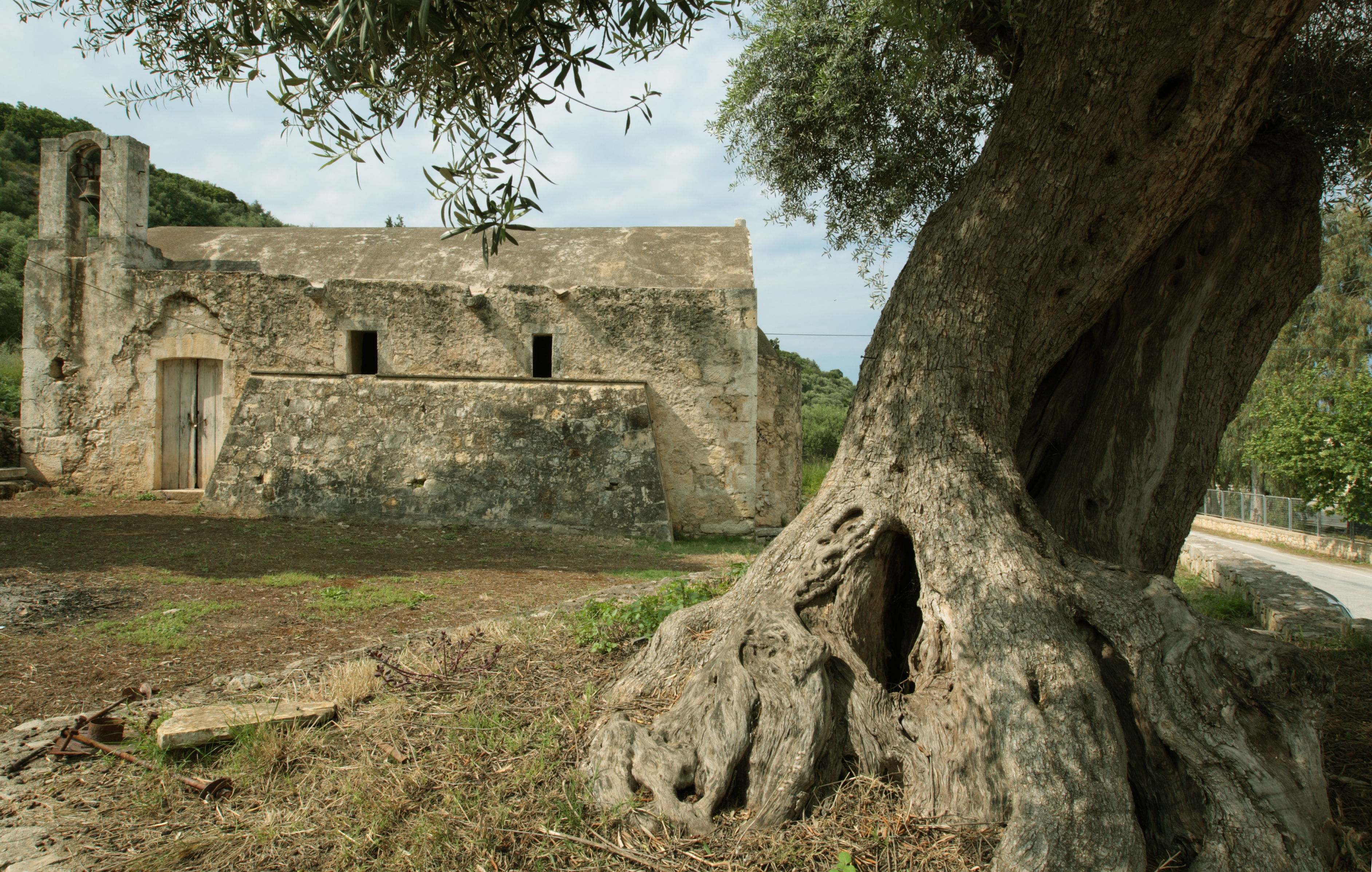
La iglesia de San Juan Teólogo

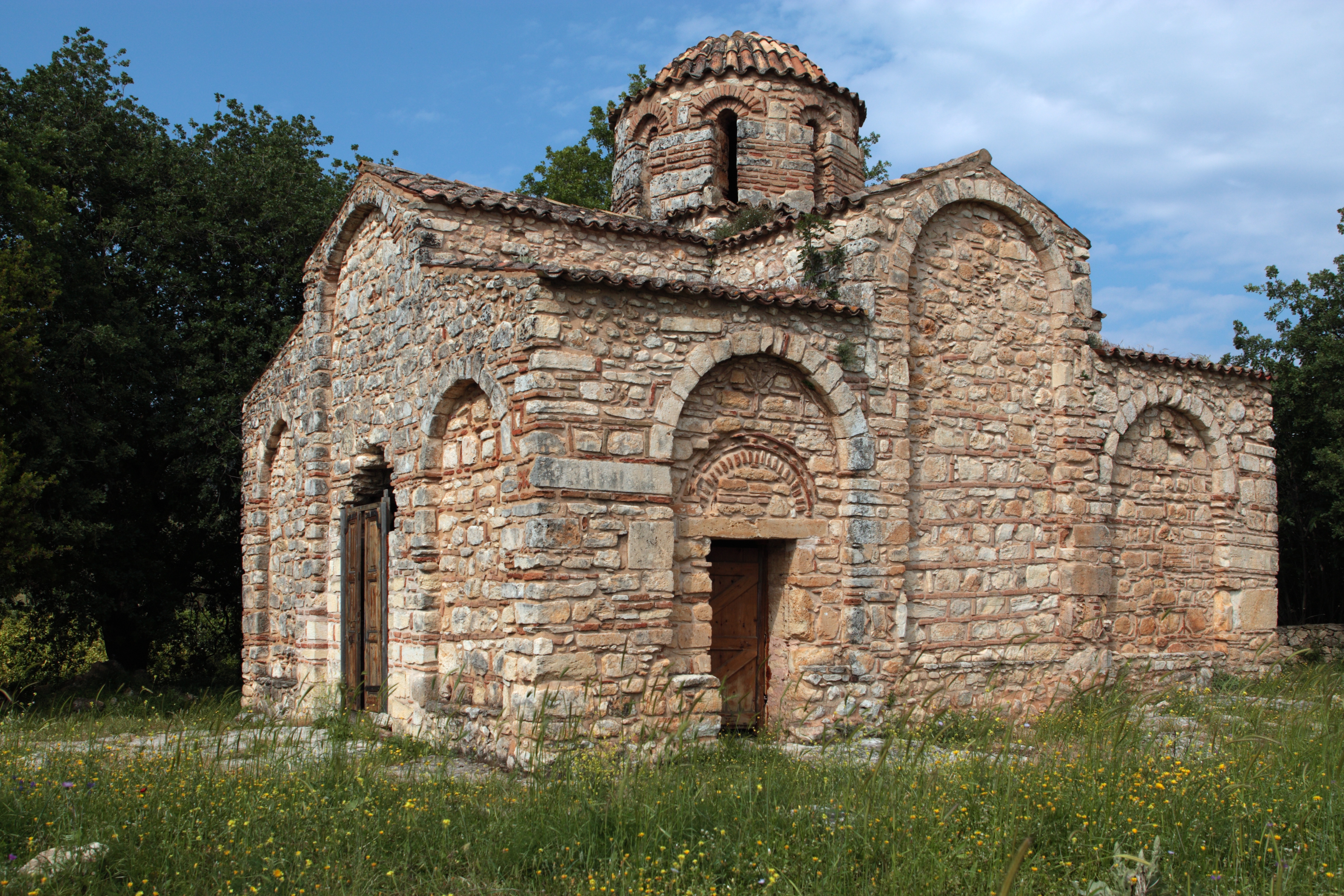
La iglesia de Panagia Zerviotissa

Stilos o Stylos (en griego, Στύλος) es un pueblo de Grecia ubicado en la isla de Creta. Pertenece a la unidad periférica de La Canea, al municipio de Apokóronas y a la unidad municipal de Armeni. En el año 2011 contaba con una población de 319 habitantes.
En Stilos hay dos iglesias bizantinas, la iglesia de Panagia Zerviotissa y la iglesia de los santos Juan Teólogo y Nicolás. En el recinto de esta última se halla un fósil paleontológico.

## Yacimiento arqueológico
En Stilos se han excavado los restos de un asentamiento minoico que incluyen un taller de cerámica, una tumba abovedada y una necrópolis. Se ha sugerido que este lugar debe identificarse con la ubicación que tenía la ciudad de Áptera en el periodo minoico, puesto que además en el lugar donde posteriormente se ubicó Áptera se han encontrado escasos restos anteriores al periodo geométrico tardío.
Con respecto a la tumba abovedada, está situada unos kilómetros al noroeste de Stilos, pertenece a los siglos XIV-XIII a. C. y consta de un dromos de unos 20 m de largo y una cámara circular de 4,30 m de diámetro y 4,80 de altura. La tumba había sido saqueada, por lo que solo se encontraron fragmentos de cerámica. También se encontraron algunos recipientes del periodo arcaico. En medio del dromos había un pozo de 1,10 x 0,70 m excavado en la roca. Puesto que este pozo se encontró vacío, se ignora si sirvió para un enterramiento.
Acerca del asentamiento minoico, fue encontrado en la colina de Azoires, en sus lados occidental y sureste. Estos restos pertenecen al periodo minoico tardío. Entre los mismos, había un gran edificio que incorporaba una cueva en su interior. Por otra parte, en la cima de la misma colina los restos de edificios pertenecen a un periodo comprendido entre los siglos VII y V a. C. Probablemente tenían dos pisos y en una de las salas se hallaron también restos minoicos. Las excavaciones indican que el entorno de esta colina continuó siendo habitado en el periodo romano y en la época bizantina.
Las primeras excavaciones se llevaron a cabo en 1961 y fueron dirigidas por Nikolaos Platón y Costis Davaras, posteriormente continuaron en 1971 y las más recientes se iniciaron en 1997.